# Мегафауна Австралии
Мегафауна Австралии — ряд крупных видов животных Австралии (древний континент Сахул, включавший Новую Гвинею и Тасманию до повышения уровня моря 18 тыс. лет назад), чья масса тела превышает 45 кг. Почти все крупные виды (примерно 54 известных науке ископаемых таксонов) вымерли в эпоху позднего плейстоцена, 26 крупных видов вымерли в период заселения Австралии человеком, от 55 до 36 тыс. лет назад. Сохранились доисторические наскальные рисунки аборигенов Австралии, предположительно, изображающие некоторых представителей вымершей мегафауны.

## Вымирание
Причины исчезновения видов вызывают дискуссии в среде ученых. В частности, неясно как оледенение в высоких широтах могло столь сильно повлиять на расположенные ближе к тропикам регионы планеты, такие как Австралия, где относительно недавно вымерли многие виды животных.  Существует гипотеза, что главной причиной вымирания стал человек. Увеличение сухости в пик оледенения также могло быть одной из причин вымирания видов. Некоторые ученые считают, что только изменение климата повлияло на исчезновение животных мегафауны, но следует принимать во внимание тот факт, что животные мегафауны пережили два миллиона лет климатических изменений, а вымирание наиболее крупных и малоподвижных видов произошло 50 — 45 тыс. лет назад, начавшись спустя несколько столетий после появления в Австралии первобытных людей, при этом каких-либо значительных изменений климата в этот период не обнаружено. По одним оценкам, 90 % вымираний пришлось на период около 46 тыс. лет назад, по другим, пик вымираний примерно 14 ископаемых таксонов происходил около 42 тыс. лет назад. Новозеландские учёные предположили, что по времени это могло совпасть с резким ослаблением геомагнитного поля Земли примерно 42 — 41 тыс. лет назад (палеомагнитный экскурс Лашамп), которое, в свою очередь, могло вызвать сокращение защитного озонового слоя атмосферы и повышение уровня жёсткого ультрафиолетового излучения, которое могло привести к опустыниванию Австралии, усугубило давление голодающих людей на мегафауну и в итоге привело к её вымиранию. Но много крупных видов животных Австралии вымерло и до и после этого события, в период от 48 до 35 тыс. лет назад, при этом вымирания не коррелируют с климатическими изменениями, но везде происходили вскоре после экспансии первобытных людей. Ограничения метода радиоуглеродного датирования затрудняют построение точной хронологии исчезновения видов относительно основных климатических или антропогенных изменений.

## Современные представители

### Млекопитающие
- Большой рыжий кенгуру (Macropus rufus). Данный вид — это большой кенгуру с короткой красно-коричневой шерстью, переходящей в бледно-желтую на брюхе и конечностях. У кенгуру длинные, остроконечные уши и квадратная морда. Самки меньше, чем самцы, окрас самок отличается от окраса самцов: серо-голубой с коричневым оттенком, светло-серый на брюхе, — хотя в засушливых районах окрас самок такой же, как у самцов. У кенгуру две передние лапы с небольшими когтями, две задние лапы, которые используются для прыжков, и хвост, который используется как третья лапа для баланса.

- Восточный серый кенгуру

- Антилоповидный кенгуру

#### Виды меньше 45 кг
- Восточный валлару

- Короткошёрстный вомбат

- Южный шерстоносый вомбат

### Птицы
- Эму

- Казуары

### Пресмыкающиеся
- Гребнистый крокодил
- Австралийский узкорылый крокодил

## Вымершие животные мегафауны Австралии

### Млекопитающие[16]

#### 1000—2000 кг
- Дипротодон (Diprotodon optatum)

- Зигоматурус (Zygomaturus trilobus)

- Палорхест (Palorchestes azael)

#### До 1000 кг
- Сумчатый лев
- Сумчатый волк
- Euwenia grata
- Nototherium mitchelli
- Euryzygoma dunense
- Phascolonus gigas
- Ramsayia magna
- Procoptodon goliah
- Procoptodon rapha
- Procoptodon pusio
- Procoptodon texasensis
- Protemnodon
- Palorchestes parvus
- Macropus pearsoni
- Macropus ferragus
- Phascolarctos stirtoni
- Проплеопус

### Птицы
- Гениорнис (Genyornis)

### Пресмыкающиеся
- Миолания — гигантская тестудината
- Мегалания — гигантский варан
- Квинкана — сухопутный крокодил
- Вонамби — гигантская змея
- Комодский варан — гигантский варан (сохранился на островах в Индонезии)
- Паллимнарх[англ.] — полуводный крокодил